# Регион на Големите езера
Регионът на Големите езера в Северна Америка е двунационален канадско-американски регион, който включва части от осемте американски щата Илиной, Индиана, Мичиган, Минесота, Ню Йорк, Охайо, Пенсилвания и Уисконсин, както и канадската провинция Онтарио. Регионът е центриран върху Големите езера и образува характерна историческа, икономическа и културна идентичност. Част от региона обхваща също и Мегаполис Големите езера.
Комисията Големите езера, упълномощена от американските щати и провинция Онтарио, както и допълнителната канадска провинция Квебек, се състои от двунационален орган с конкретни правомощия да защитава и съхранява водните и екологините ресурси на Големите езера и околните водни пътища и водоносни хоризонти. Органите на Комисията са потвърдени от канадското и американското федерални правителства, както и от техните съставни щати и провинции.
Районът на Големите езера носи името си от съответното геоложко образувание на басейна на Големите езера, тесен вододел, обхващаш Големите езера, обградени от водосборите до северната част на региона (залива Хъдсън), на запад (Мисисипи), изток и юг (Охайо). На изток реките Сейнт Лорънс, Ришельо, Хъдсън, Мохок и Саскуехана образуват дъга от водосбори на изток от Атлантическия океан.